# Pakethanterare
En pakethanterare är ett datorprogram.

## Pakethanterarens funktion
Pakethanterarens fundamentala uppgift är att installera datorprogram på sådant sätt att ett program inte stör ett annat programs funktion. Ytterligare funktioner som stöds av de flesta moderna pakethanterare är att automatiskt installera de andra paket ett paket behöver för att fungera optimalt, att hålla reda på paketutbudet och nya versioner av paketen samt att hämta de paket som behövs över Internet eller från andra källor. Dessutom erbjuds till exempel olika slags sökfunktioner, avancerade konfigurationsalternativ och verktyg för att skapa och manipulera paket.

### Paketförråd
Eftersom den mesta programvara som används på linux-datorer är fri så finns den i allmänhet tillgänglig på distributionens webbsidor. Vilka webbadresser som skall användas framgår ur en konfigurationsfil, där användaren kan välja vilka speglar som skall användas och huruvida programvara utanför distributionens centrala utbud skall erbjudas. Distributionerna erbjuder förutom det officiella utbudet också nyare testutgåvor och program som inte uppfyller distributionens officiella krav på frihet eller kvalitet. Ofta finns det inofficiella paketförråd för paket som är juridiskt problematiska eller av andra orsaker inte erbjuds direkt av distributionen. En programtillverkare kan också erbjuda sina produkter genom ett av distributionen oberoende inofficiellt paketförråd.

### Beroenden
Ett program är ofta beroende av andra program, som tillhandahålls och upprätthålls skilt från detta, till exempel olika programbibliotek. Dessa beroenden visas genom metainformation i programpaketet. Beroendena kan vara av olika typ och anges på olika sätt beroende på pakethanteraren. Beroendena kan anges genom namngivna paket, filer eller funktioner och speciella regler finns för hur för flera paket gemensamma filer skall hanteras.
I ett av de mest kompletta pakethanterarsystemen, utvecklat av Debian, finns till exempel beroende för kompilering, installation och användning av programpaketet, de sistnämnda indelade i nödvändiga beroenden, beroenden som de flesta vill respektera och förslag till paket som med fördel kan installeras tillsammans med paketet i fråga. Dessutom anges paket som inte skall vara installerade samtidigt, paket som ersätts av detta paket och funktionalitet som erbjuds av paketet ifråga.

### Uppdatering
Då en ny version av ett paket finns tillgänglig erbjuds möjlighet att uppdatera till den nya versionen. Hur ofta nya versioner erbjuds beror på distributionen och valda paketförråd. Vid en större uppdatering är det möjligt att paket bytt namn eller att paket på ett invecklat sätt är beroende av olika versioner av andra paket. Vissa pakethanterare klarar, givet att paketen är väl byggda och koordinerade och paketförråden väladministrerade, att lösa dessa problem utan större manuella ingripanden. Skillnaderna mellan olika distributioner är stora, så att Debian har som mål att en dator inte skall behöva startas om ens vid större uppdateringar, annat än då operativsystemkärnan skall bytas, medan man i många andra distributioner i allmänhet föredrar ominstallation vid byte av operativsystemversion (med ett halvt eller högst tre till fem års mellanrum).

### Säkerhetsaspekter
Då pakethanteraren använder pålitliga paketförråd undviker användaren normalt risken att installera trojanska hästar eller virusinfekterade program. I gengäld körs eventuella i paketen ingående installationsskript med administratörsrättigheter och sålunda kan den som har möjlighet att smuggla in en trojansk häst i ett godkänt paketförråd göra vad han vill med de berörda datorsystemen. För att minska skadan vid eventuella dataintrång i paketförråden har de flesta pakethanterare möjlighet att kontrollera paketen mot av de genuina utvecklarna och paketförrådsadministratörerna undertecknade kontrollsummor (ofta MD5).

## Några pakettyper
- .rpm, ursprungligen Red Hat Linux
- .tbz, FreeBSD
- .deb, ursprungligen Debian GNU/Linux
- .dsl, Damn Small Linux
- .uci
- .tgz, Slackware